# 국제i저널
국제i저널 (International Internet Journal)은 대한민국 대구광역시에 본사를 두고 있는 인터넷언론사이다.

## 역사와 활동
2010년 여홍 대표가 설립하여 서비스 지역은 전국을 대상으로 하고 있으며, 주로 지방의 뉴스를 많이 다루고 있다. 2014년부터 유튜브에 뉴스영상을 만들어올리기 시작했으며, 2019년까지 기준 4000여개의 뉴스 영상이 업데이트되어 있다. 최근에는 지역을 소재로 한 스토리텔링을 활용해 디자인과 콘텐츠제작분야로 확장하면서 언론사임면서츠회사로서 자리를 잡아가는 모습을 보여주고 있다.
제작된 동영상이나 뉴스기사 중 일부는 선정해 외국어로 유튜브를 통해 한국지역의 소식을 전하기도 한다. 지역은 수도권에 비해 방송을 제작하는 인터넷매체들이 극소수이다. 넓은 권역에 비해 지상파 및 종편언론의 영역이 미치지 못하는 곳이 많다. 국제i저널은 사회, 문화, 관광분야의 다양한 행사영상을 찍고 기록해두며, 원본동영상을 자체서버를 구축해 계속해서 기록 및 보존하고 있다.

## 아쳐뉴스(Archer News)
국제i저널에서는 기본적으로 동영상 뉴스서비스 하고 있으며, 비판뉴스는 아쳐뉴스 라는 브랜드로 업데이트 하고 있다. 특히  지역의회에서 생산되는 행정사무 감사자료 및 동영상을 토대로 의원들의 질의와 집행부의 답변을 유튜브에 업데이트해 지역민들에게 지역의회민주주의 실현에 앞장서고 있다.

## 홍보동영상 제작
국제i저널은 언론활동을 통해 수집한 영상을 토대로 지역의 문화 관광분야에 홍보동영상 제작을 주도하고 있다. 특히 관광도시로 유명한 경주, 안동, 영주, 문경, 청송 등 의 관광홍보동영상을 제작했다. 또 학술분야 및 마이스산업분야에서도 다양한 홍보동영상을 제작해 인터넷플렛폼에 제공하고 있다.

## 곰꼬미TV
국제i저널은 최근에는 경상북도를 상징하는 곰꼬미(소속:국제콘텐츠팩토리)를 활용해 지역을 캐릭터콘텐츠로 홍보하는 활동을 해나가고 있다. 국제i저널에서는 풍부한 영상자원과 장비를 바탕으로 질 좋은 콘텐츠를 생산하기 위해 이를 국제콘텐츠팩토리에 제공하고 있다.